# Genowefa Minicka
Genowefa Minicka z domu Cieślik (ur. 27 czerwca 1926 w Grudziądzu, zm. 26 kwietnia 1992 w Poznaniu) – polska lekkoatletka, olimpijka.
Była wszechstronną lekkoatletką, choć największe sukcesy osiągnęła jako sprinterka. Dwukrotnie startowała w igrzyskach olimpijskich. W Helsinkach (1952) wystąpiła w biegu na 200 metrów i w sztafecie 4 × 100 metrów, oba razy odpadając w przedbiegach. W Melbourne (1956) ponownie odpadła w przedbiegach biegu na 200 metrów i w sztafecie 4 × 100 metrów, ale w skoku w dal dostała się do finału, w którym zajęła 12. miejsce.
Dwanaście razy zdobywała mistrzostwo Polski:
- bieg na 200 metrów – 1949 i 1950
- bieg na 800 metrów – 1948
- sztafeta 4 × 100 metrów – 1951 i 1953
- bieg przełajowy (1 km) – 1948
- trójbój - 1953, 1954 i 1955
- pięciobój – 1948, 1950 i 1952[2]

Była też ośmiokrotną rekordzistką Polski.
Była zawodniczką m.in. Odzieżowca Poznań, Budowlanych Szczecin i Olimpii Poznań.